# 駐日オランダ大使館
駐日オランダ大使館（ちゅうにちオランダたいしかん、オランダ語: Nederlandse Ambassade in Japan、英語: Embassy of the Netherlands in Japan / Dutch Embassy in Japan）は、オランダが日本の首都東京に設置している大使館である。在東京オランダ大使館（オランダ語: Nederlandse Ambassade in Tokio、英語: Embassy of the Netherlands in Tokyo / Dutch Embassy in Tokyo）とも。

## 歴史

### 江戸時代（1603年 - 1868年）
日本に常駐するオランダの外交代表の歴史はヨーロッパ諸国で最古の部類に入り、17世紀初頭まで遡ることができる。徳川家光の治世で日本との外交関係が途絶したスペイン・ポルトガル同君連合やイングランド王国（後のイギリス）を除けば、オランダは日本に外交代表を常駐させていた最も歴史の古いヨーロッパの国である。安土桃山時代から寛永年間にかけて、日本はポルトガルと緊密な貿易関係を築いていたが、幕府はまずスペインおよびイングランドとの外交関係を断った後、島原の乱の鎮圧後には緊密な貿易関係のあったポルトガルとの外交関係をも断ち、これにより日本ではヨーロッパ諸国とはオランダのみと外交関係を維持する鎖国体制が完成した。
幕府が依然ポルトガルとの外交関係を維持していた1609年（慶長14年）、オランダ人商人ヤックス・スペックスが肥前国平戸（現・長崎県平戸市）にオランダ商館を開設して初代商館長に就任した。当時、日本との二国間関係が最も古く貿易関係が深かったのはポルトガルだったため、ヨーロッパ諸国の商館長はポルトガル語に因んで一律にカピタン（ポルトガル語: Capitão）と呼ばれるようになった。1619年（元和5年）に10代で平戸のオランダ商館の料理人として着任し、その後は通訳や商館次席、商館長代理など次々と出世したフランス系オランダ人のフランソワ・カロンは、1639年（寛永16年）から1641年（寛永18年）にかけて一時的な商館閉鎖の憂き目に遭いながらも幕府と協調しつつ商館長として奉職した。同時期に幕府はポルトガルと断交し、断交後には通商再開を協議するため来日したポルトガル人を処刑している。
平戸に常駐した最後のオランダ商館長は、初めて『オランダ風説書』を口述筆記して幕府に提出したことで広く知られるマクシミリアン・ル・メールである。日本がポルトガルと断交したことにより、それまでポルトガル商館が置かれていた出島が無人となっていたが、1641年（寛永18年）にカロン商館長が幕府による平戸から出島へのオランダ商館移転要請を承諾し、これを受けて後任者のル・メール商館長が同年内に商館を肥前国出島（現・長崎県長崎市出島町）へ移転させた。寛永年間に開かれた出島のオランダ商館は、ナポレオン・ボナパルトのヨーロッパ征服によりオランダが本土を喪失した時期も含めて維持され、幕末の安政年間まで200年以上にわたって存続した。安政年間には、最後の商館長ヤン・ドンケル・クルティウスにより、日蘭和親条約や日蘭追加条約の締結や軍艦2隻の発注、長崎海軍伝習所の設立などが相次いで執り行われた。
1859年（安政6年）、江戸の西応寺境内（現・みなと幼稚園敷地内）に史上初の駐日オランダ公使館（オランダ語: Nederlandse Legatie in Japan、英語: Legation of the Netherlands in Japan / Dutch Legation in Japan）が置かれた。1867年（慶応3年）末に勃発した江戸薩摩藩邸の焼討事件により西応寺も延焼、全焼したため、オランダ公使館は品川の長応寺へ移転し、オランダのディルク・デ・グラーフ・ファン・ポルスブルック代理公使らは長応寺で明治維新を迎えた。

### 大日本帝国時代（1868年 - 1945年）
1868年（明治元年）、ファン・ポルスブルックは維新後も引き続き代理公使として留任することを明治政府に認められ、同年内には弁理公使に昇進している。
最後の駐日オランダ公使は、J・C・パブスト (J. C. Pabst) である。パブスト公使は、日蘭関係が史上最悪の険悪期に至った1942年（昭和17年）の蘭印作戦発動まで公使の任にあったが、外交努力により日蘭開戦を阻止することは叶わず両国は戦争に突入した。オランダにとってのみならず、オランダ領インド（現在のインドネシア共和国）に侵攻した日本の側にとっても歴史認識問題を抱える原因になった。1942年（昭和17年）から1945年（昭和20年）にかけての日蘭戦争期を指して、駐日オランダ大使館の公式ウェブサイト日本語版は「歴史の闇」と称している。

### 第二次世界大戦終結後（1945年 - 現在）
連合軍占領時代の1946年（昭和21年）9月4日、第88回帝国議会開院式で昭和天皇が「朕は終戦に伴ふ幾多の艱苦を克服し国体の精華を発揮して信義を世界に布き平和国家を確立して人類の文化に寄与せむことを冀ひ」との勅語を下賜し、平和国家として再出発することを宣言。平和国家宣言は単なる昭和天皇の意見開陳にとどまらず、同年11月3日の日本国憲法公布、翌1947年（昭和22年）5月3日の憲法施行という形で法的に明文化された。
1952年（昭和27年）4月28日、サンフランシスコ平和条約の発効により日本国が独立したが、オランダも同条約締結国のうちの一国であり、同年8月26日、オランダにおける批准を経て日蘭両国の外交関係が回復した。
その後、駐日オランダ大使館として再開され、1953年（昭和28年）から1959年（昭和34年）にかけてO・ロイヒリン (O. Reuchlin) が初代駐日大使を務めた。

## 所在地
| 日本語 | 〒105-0011 東京都港区芝公園3-6-3             |
| 英語   | 3-6-3, Shiba Kōen, Minato-ku, Tokyo 105-0011 |

## 大使
2024年7月18日より、ヒルス・ベスホー・プルッフが特命全権大使を務めている。

## ギャラリー

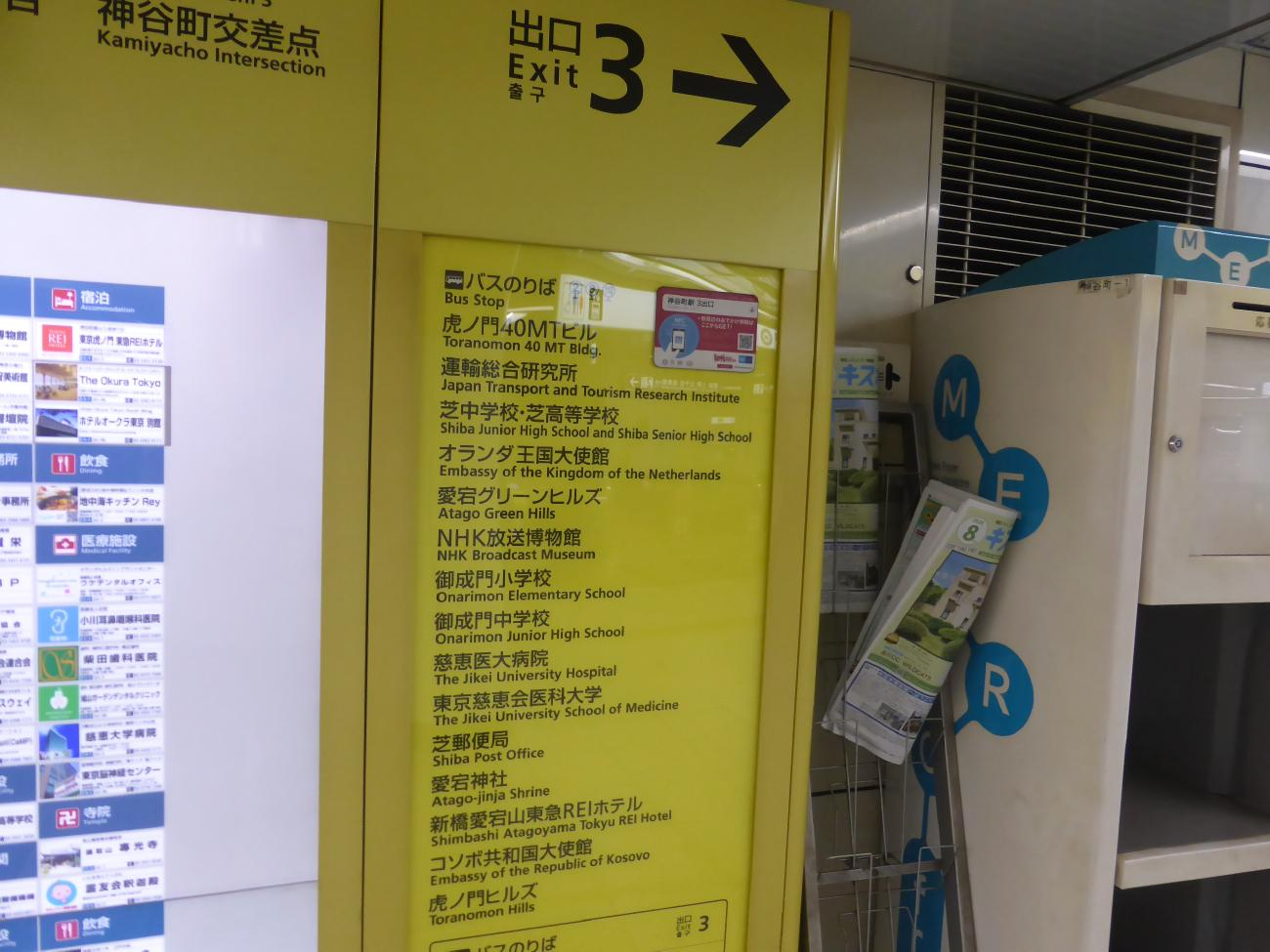
神谷町駅1番及び3番出口が大使館に近い
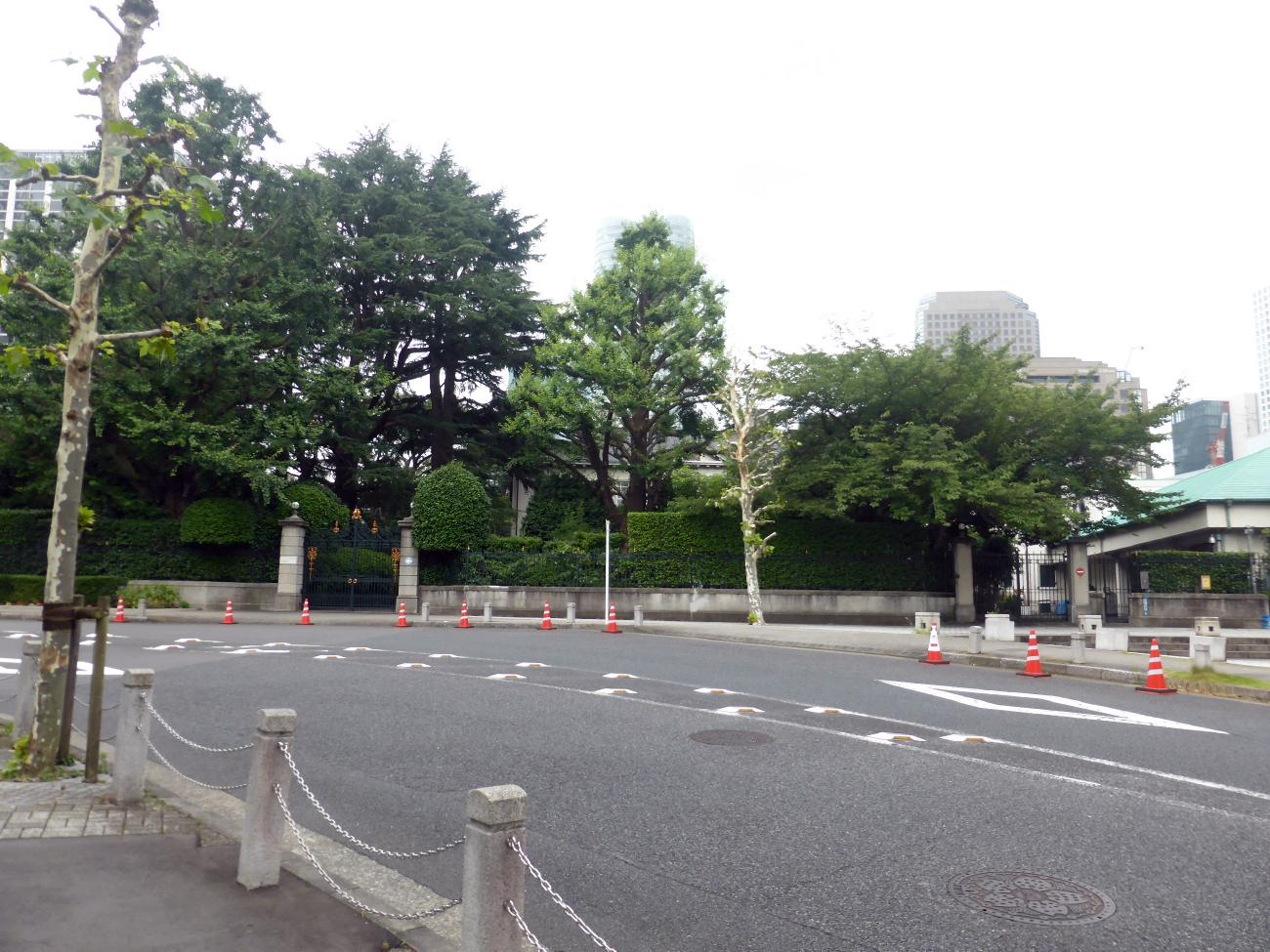
オランダ大使館遠景
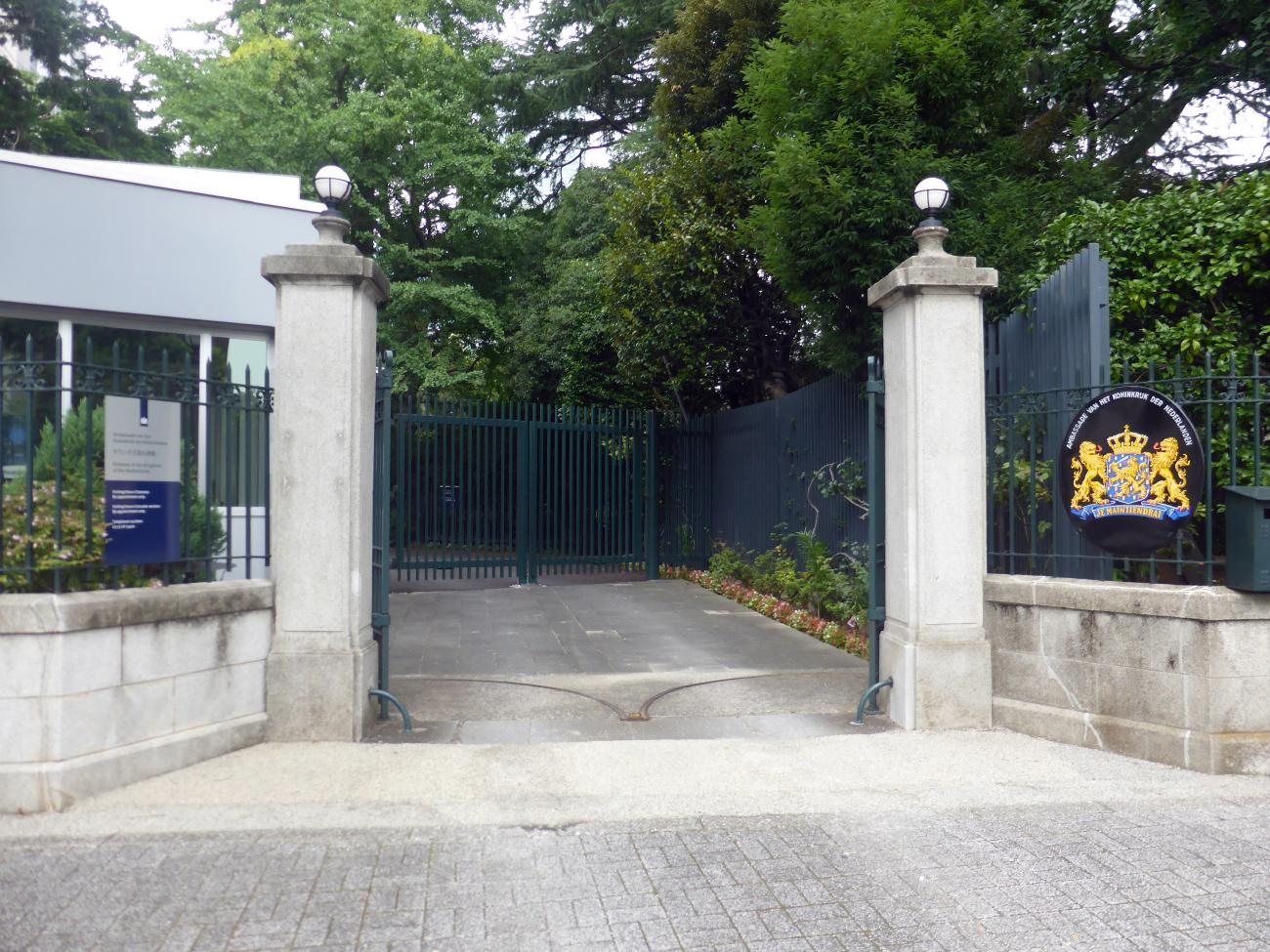
オランダ大使館正門
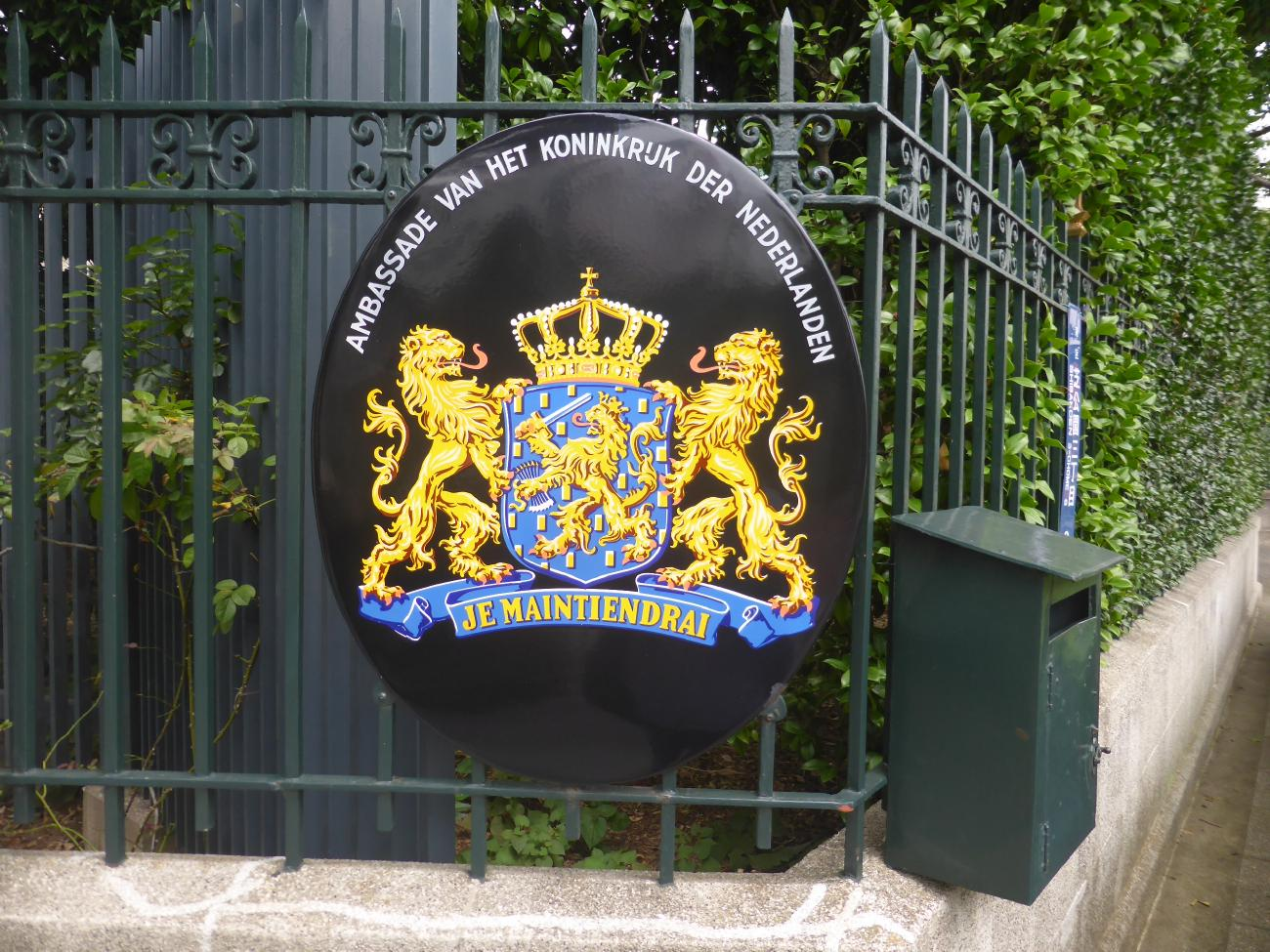
オランダ大使館国章
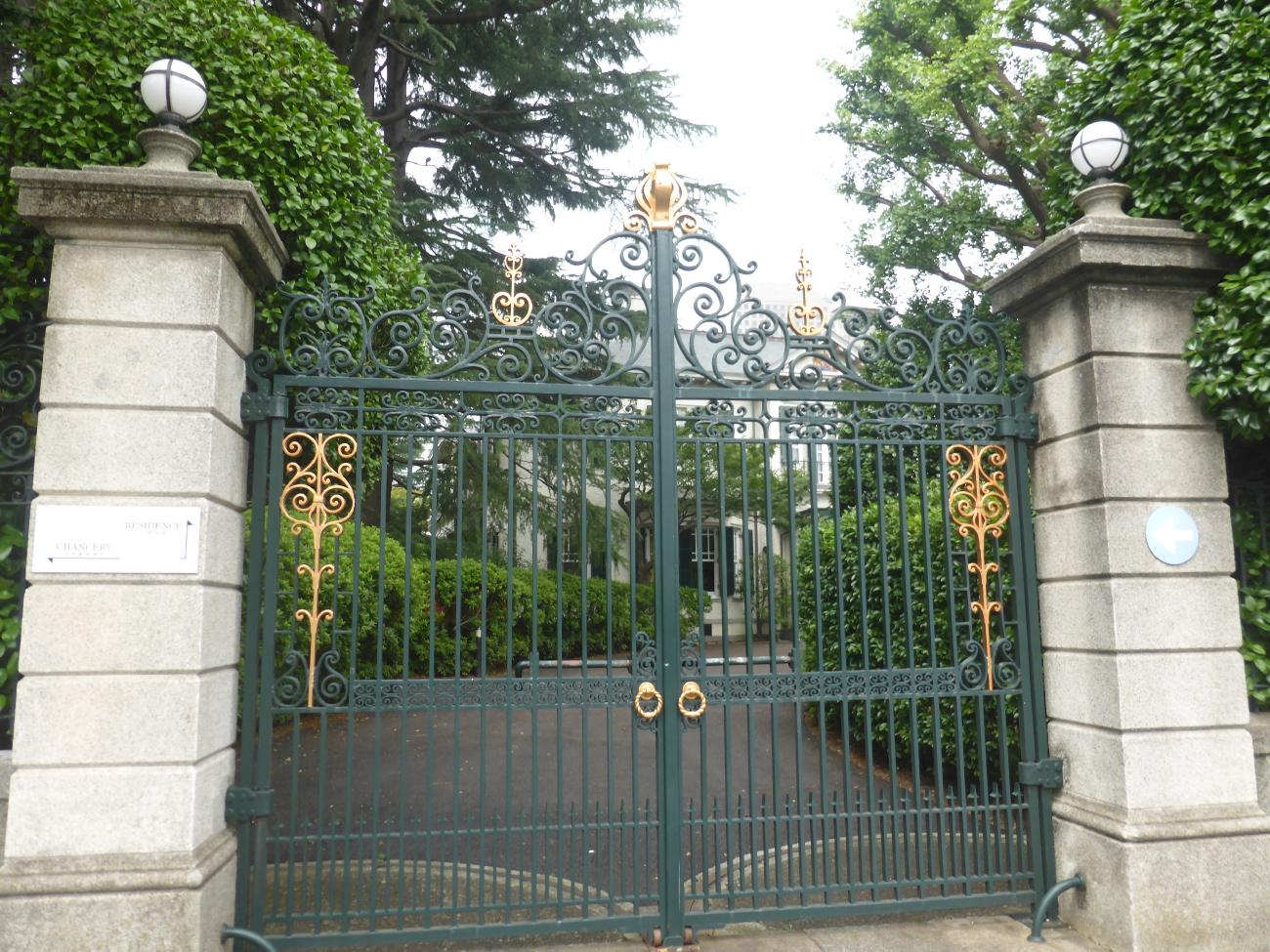
オランダ大使公邸正門
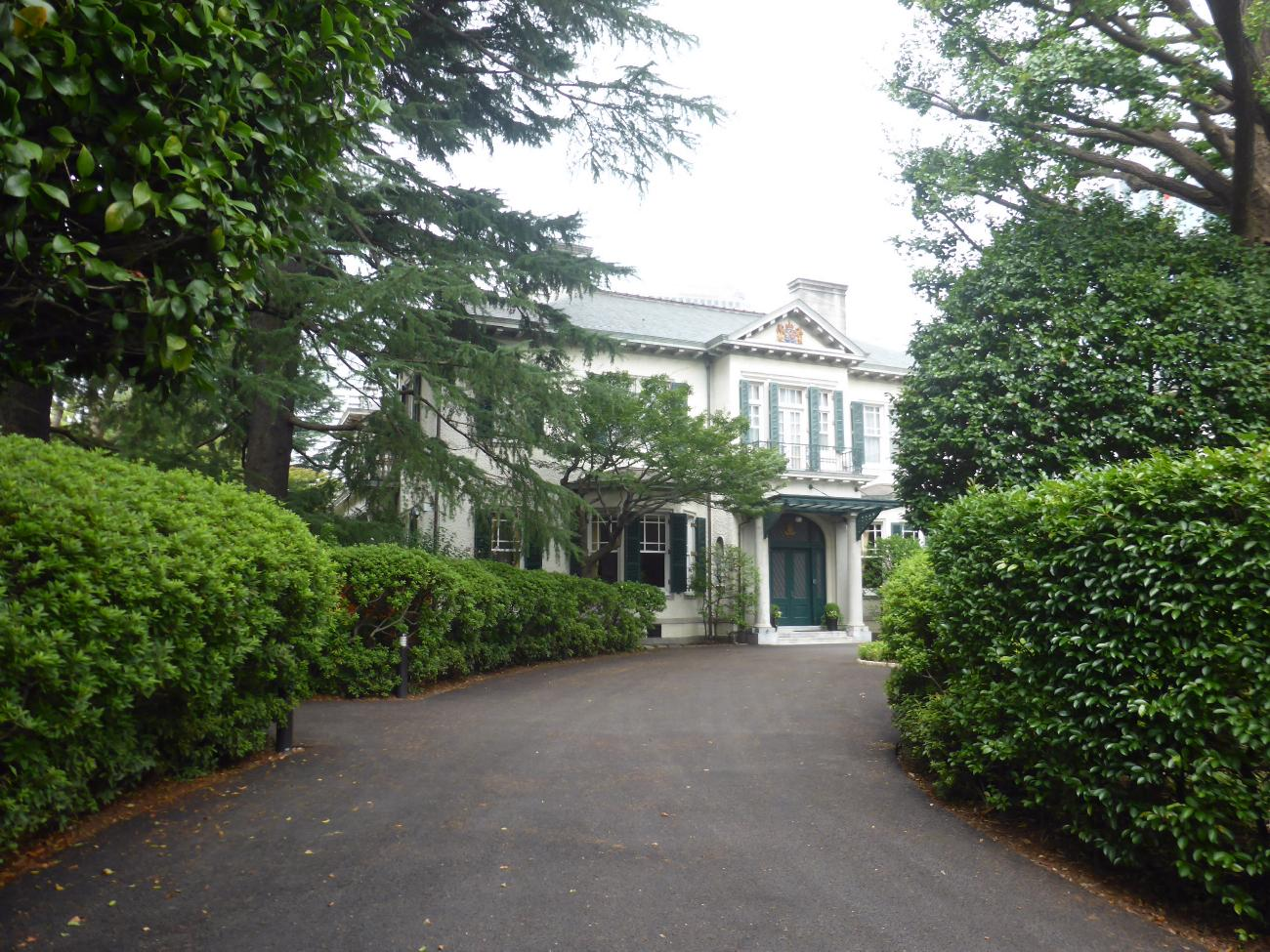
オランダ大使公邸